# Міжнародний союз тріатлону
Міжнародний союз тріатлону (англ. International Triathlon Union; ITU) — міжнародна організація, яка проводить змагання з трьох видів багатоборства: тріатлону, акватлону і дуатлону. Штаб-квартира ITU розташована в швейцарській Лозанні. Головні змагання: Світова серія і Кубок світу.

## Історія
Міжнародний союз тріатлону був створений у 1989 році як керівний орган для тріатлону, молодого виду спорту, що швидко набирав оберти. Перший конгрес ITU пройшов 1 квітня 1989 року в французькому Авіньйоні за участі представників 30 національних федерацій. Була затверджена довжина стандартної дистанції: плавання — 1.5 км, велоетап — 40 км, біговій етап -10 км. Згодом вона отримала назву олімпійської дистанції. Також було прийнято рішення про проведення першого чемпіонату світу з тріатлону в серпні 1989 року в Авіньйоні.
Першим президентом ITU обрали канадця Леса Макдональда. Штаб-квартира знаходилася у Ванкувері, а 2014 року переїхала в швейцарську Лозанну.
У 1991 році Міжнародний союз організував перший розіграшу Кубка світу. Його формат передбачав проведення протягом одного календарного року в різних містах світу 10-20 змагань на стандартній дистанції. За підсумками кожного турніру кращі атлети набирали очки в загальний залік. Спортсмен, який набрав найбільшу кількість очок за підсумками сезону ставав володарем Кубка світу.
З 2000 року змагання з тріатлону включені до програми літніх Олімпійських ігор.
З 2009 року головним змаганням в світовому тріатлоні стала Світової серії з тріатлону. ЇЇ формат, в цілому, повторює Кубок світу, проте має і ряд відмінностей. Наприклад, окрім гонок на олімпійській дистанції проводяться турніри на спринтерській дистанції і в командній естафеті. Залікові бали стали отримувати більша кількість спортсменів. Якщо на етапах Кубка світу очки отримували очки перші 20 фінішерів то на етапах Світової серії — 40, а в гранд-фіналі — 50 спортсменів.
Чемпіонат світу з цього часу проводиться лише серед молоді і юніорів. Зазвичай ці турніри проходять під час гранд-фіналу еліти. Кубок світу відійшов на другий план і змінив свою структуру. Він об'єднує певну кількість окремих турнірів, що проходять по всьому світу. У 2009—2014 роках кращі тріатлоністи набирали залікові бали до розіграшу Світової серії, але вони були меншими ніж безпосередньо на етапах серії. Зокрема, переможець етапу Світової серії отримує 800 балів, а переможець етапу Кубка світу — 300 балів.

## Склад
До Міжнародного союзу тріатлону п'ять континентальних об'єднань. Кожна з цих структур проводить континентальний чемпіонат і континентальний Кубка з декількох етапів. Склад Міжнародного союзу:
- Африканський союз тріатлону (ATU)[3]
- Панамериканська конфедерація тріатлону (PATCO)[4]
- Азійська конфедерація тріатлону (ASTC)[5]
- Європейський союз триатлону (ETU)[6]
- Союз тріатлону Океанії (OTU)[7]

## Змагання
Змагання під егідою ITU:
- Світова серія
- Чемпіонат світу з тріатлону (естафета)
- Чемпіонат світу з тріатлону (довга дистанція)
- Кубок світу з тріатлону
- Чемпіонат світу з акватлону
- Чемпіонат світу з дуатлону
- Чемпіонат світу з зимового тріатлону
- Чемпіонат світу з крос-тріатлону

## Зала слави
Члени Зали слави Міжнародної федерації тріатлону:
| Рік  | Тріатлоністи                                                                                               |
| ---- | --- |
| 2014 | Ерін Бейкер, Емма Керні, Карен Смайрс, Марк Аллен, Саймон Лессінг, Грег Велш, Лес Макдональд               |
| 2015 | Емма Сноусілл, Мішель Джонс, Ванесса Фернандеш, Гаміш Картер, Пітер Робертсон, Саймон Вітфілд, Тіхару Ігая |
| 2016 | Лоретта Гарроп, Керол Монтгомері, Бред Бівен, Бівен Докерті                                                |
| 2017 | Джекі Фервотер, Барбара Ліндквіст, Роб Барел, Майлс Стюарт, Карл Томас, Йоп ван Зантен                     |
| 2019 | Шейла Таорміна, Емма Моффатт, Данієль Унгер, Бред Калефельдт, Сара Спрінгмен                               |